# Cyphothyris
Cyphothyris là một chi bướm đêm thuộc họ Cosmopterigidae.